# 颜美怡
颜美怡（1931年—），女，广东番禺人，中国话剧演员，天津人民艺术剧院演员。